# Haplopteris linearifolia
Haplopteris linearifolia är en kantbräkenväxtart som först beskrevs av Ren-Chang Ching, och fick sitt nu gällande namn av Xian Chun Zhang. Haplopteris linearifolia ingår i släktet Haplopteris och familjen Pteridaceae. Inga underarter finns listade.